# Zilahy Pál
Zilahy Pál, névváltozat: Zilahi Pál (Budapest, 1894. március 16. – Budapest, 1959. november 13.) magyar színész.

## Élete
Zilahy Gyula színész, színigazgató és Singhoffer Vilma énekesnő, színésznő fia. 1915-ben végzett a Színművészeti Akadémián, majd Debrecenben lépett színpadra 1918-ban. Kezdetben vidéken játszott, 1922–23-ban Fekete Mihálynál, 1925 és 1929 között Miskolcon, 1929–30-ban Újpesten, 1932–33-ban Debrecenben, majd 1933-ban a Bethlen Téri, 1934-ben a Belvárosi Színházban lépett fel. A bécsi Theater an der Wienben is láthatta a közönség, majd 1936–37-ben az Erzsébetvárosi Színházban, 1938–1940-ben Bánky Róbertnél, 1940–41-ben a Vígszínházban, 1941 és 1944 között az Új Magyar Színházban is szerepelt. Komikai és jellemszerepeket egyaránt játszott.

## Fontosabb színházi szerepei
- Lehár Ferenc: Éva – Voisin
- Dario Niccodemi: Tökmag – Giulio
- Kerecsendi Kiss Márton: Az első – Benedek

## Filmszerepei
- A falusi kislány Pesten (1921)
- Arsène Lupin utolsó kalandja (1921) – Arsène Lupin
- Viola, az alföldi haramia (1922)
- A szerelem nem szégyen (1940) – rendőr
- Gyurkovics fiúk (1941) – szállodaportás
- Egy éjszaka Erdélyben (1941) – erdélyi nemes
- Bob herceg (1941) – pletykáló férfi
- A kétezerpengős férfi (1942) – násznép tagja
- Lelki klinika (1942) – János, vidéki fogadós
- Orient Express (1943) – filmgyári portás
- Úri muri (1949)